# مسئله کهکشان کوتوله

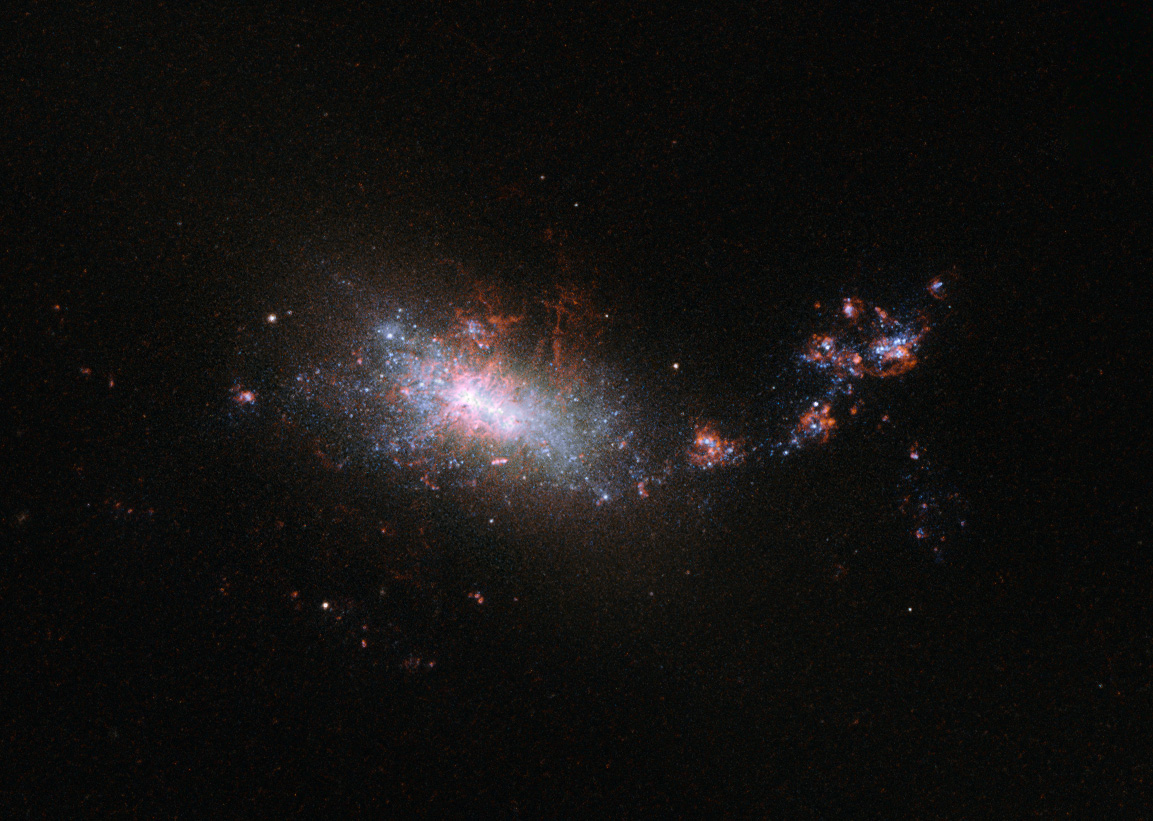
کهکشان کوتوله ان‌جی‌سی ۱۱۴۰

مسئله کهکشان کوتوله یا مسئله ماهواره‌های گمشده برآمده از شبیه‌سازیهای عددی است که تغییرات در توزیع ماده در گیتی را پیش‌بینی می‌کنند. به نظر می‌رسد که ماده تاریک به صورت سلسله‌مراتبی خوشه‌بندی می‌شود و تعداد هاله‌های کوچک و کوچکتر آن در حال افزایش است، اما با وجود اینکه به اندازه کافی کهکشانهای با اندازه متوسط  وجود دارند که این نظریه در مورد شیوه توزیع ماده را تایید کنند، تعداد کهکشان‌های کوتوله
مرتبه بزرگی بسیار کمتری از آنچه توسط شبیه‌سازی پیش‌بینی می‌شود، دارد.
مثلاً در خوشه کهکشانی محلی تقریباً ۳۸ کهکشان کوتوله مشاهده شده‌است که در حدود ۱۱ تای انها به دور کهکشان راه شیری می‌چرخند،
در حالیکه شبیه‌سازی ماده تاریک پیش‌بینی می‌کند که باید در حدود ۵۰۰ کهکشان کوتوله برای راه شیری وجود داشته باشد.
یک توضیح برای این مسئله این است که هاله‌های کوچکتر وجود دارند اما تنها تعداد کمی از آنها قابل رویت هستند زیرا به اندازه کافی ماده باریونی جذب نکرده‌اند که یک کهکشان کوتوله قابل رویت تشکیل دهند. در حمایت از این استدلال، مشاهدات سال ۲۰۰۷ تلسکوپ کک از ۸ ماهواره بسیار کم فروغ کهکشان راه شیری، نشان داد که ۶ تای آنها ۹۹٪ از ماده تاریک تشکیل شده‌اند.
راه حل پیشنهادی محبوب دیگر این است که کهکشان های کوتوله ممکن است تمایل داشته باشند در کهکشانهایی که به دور آنها می چرخند، اندکی پس از تشکیل ستاره، ادغام شوند و یا به دلیل برهمکنش های پیچیده مداری به سرعت از هم پاشیده و به طور متناوب توسط کهکشانهای بزرگتر از بین بروند.
از بین رفتن متناوب ممکن است در وهله اول بخشی از مشکل آشکار سازی کهکشان های کوتوله باشد: یافتن کهکشان های کوتوله یک کار بسیار دشوار است، زیرا آنها دارای روشنایی سطحی کمی هستند و بسیار پراکنده هستند - به طوری که در شرف ترکیب با ستاره های پس زمینه و پیش زمینه هستند.